# Трайко Попов (Ращак)
Вижте пояснителната страница за други личности с името Трайко Попов.
Трайко Попов е български революционер, деец на Вътрешната македонска революционна организация.

## Биография
Роден е в скопскопо село Ращак. Баща му е екзархийският свещеник Коста. Става член на ЮКП, но и на Скопската група на ВМРО. При разгрома на Югославия през април 1941 година на 8 април в неговата къща се събират дейци на ВМРО и ЮКП, които решават да искат независима македонска държава като германски протекторат. След 1944 година е арестуван и изтезаван от новата комунистическа македонистка власт. Осъден е на смърт за поддържане на българщината. В затвора окуражава другарите си да продължат делото му и непрекъснато е пеел български песни, особено една, в която се споменава Балкана, а по време на екзекуцията си добавя в нея стих, заявяващ, че е готов вече да умре. Екзекутиран е чрез разбиването на главата му с чук. В негова памет другарят му Константин Хрисимов съчинява песен, в която се пее, че е възпитан в духа на Ботев и за него жалеят Вардар и Марица и тъгува родния Балкан. Според друг източник е убит на 19 август 1946 година.